# Coppa Europa di pallacanestro 3x3 2021
La Coppa Europa di pallacanestro 3x3 2021 (ufficialmente, in inglese, 2021 FIBA 3x3 Europe Cup) è stata la sesta edizione della competizione internazionale co-organizzata dalla FIBA. È stata ospitata dalla Francia; si è tenuta dal 10 al 12 settembre 2021 a Parigi.
Agli Europei partecipavano un totale di 24 selezioni nazionali, divise tra torneo maschile e femminile. I vincitori sono stati la Nazionale degli Serbia tra gli uomini e della Spagna tra le donne.

## Medagliere
| Categoria | Oro    | Argento  | Bronzo  |
| Uomini    | Serbia | Lituania | Polonia |
| Donne     | Spagna | Germania | Francia |

## Partecipanti

### Uomini
| Pool A - Serbia - Belgio - Ucraina | Pool B - Slovenia - Polonia - Estonia | Pool C - Lituania - Francia - Austria | Pool D - Russia - Paesi Bassi - Israele |

### Donne
| Pool A - Francia - Germania - Israele | Pool B - Russia - Ucraina - Regno Unito | Pool C - Romania - Ungheria - Belgio | Pool D - Paesi Bassi - Spagna - Lituania |

## Classifica maschile
| Pos.    | Team        | Formazione                                                                |
| ------- | ----------- | ------------------------------------------------------------------------- |
| Oro     | Serbia      | Serbia 3×35 Ratkov, 6 Pašajlić, 8 Majstorović, 9 Vasić, All. -            |
| Argento | Lituania    | Lituania 3×33 Razutis, 5 Vingelis, 12 Tarvydas, 24 Pukelis, All. -        |
| Bronzo  | Polonia     | Polonia 3×38 Zamojski, 14 Pawłowski, 20 Diduszko, 44 Rduch, All. -        |
| 4       | Russia      | Russia 3×31 Sharov, 4 Zuev, 6 Logachev, 27 Abramovskii, All. -            |
| 5       | Francia     | Francia 3×31 Pontens, 11 Eito, 12 Rambaut, 21 Seguela, All. -             |
| 6       | Paesi Bassi | Paesi Bassi 3×32 Jaring, 4 Driessen, 13 van der Horst, 44 Slagter, All. - |
| 7       | Estonia     | Estonia 3×35 Laane, 6 Puidet, 8 Metsalu, 9 Lips, All. -                   |
| 8       | Ucraina     | Ucraina 3×34 Balaban, 16 Chumakov, 21 Noskov, 55 Ruslov, All. -           |
| 9       | Belgio      | Belgio 3×32 Vervoort, 5 Celis, 7 Bogaerts, 12 Marien, All. -              |
| 10      | Slovenia    | Slovenia 3×33 Đekanovič, 7 Finzgar, 23 Julević, All. -                    |
| 11      | Israele     | Israele 3×33 Nisim Cohen, 9 Palatin, 11 Malcov, 33 Chachashvili, All. -   |
| 12      | Austria     | Austria 3×38 Lanegger, 9 Krämer, 14 Kaltenbrunner, 15 Linortner, All. -   |

## Classifica femminile
| Pos.    | Team        | Formazione                                                                    |
| ------- | ----------- | ----------------------------------------------------------------------------- |
| Oro     | Spagna      | Spagna 3×33 Canella, 10 Cuevas, 11 Gimeno, 13 Ygueravide, All. -              |
| Argento | Germania    | Germania 3×34 Rodefeld, 12 Müller, 14 Greinacher, 21 Brunckhorst, All. -      |
| Bronzo  | Francia     | Francia 3×35 Paget, 12 Guapo, 28 Touré, 38 Lucet, All. -                      |
| 4       | Russia      | Russia 3×31 Kozik, 10 Stolyar, 15 O. Frolkina, 16 E. Frolkina, All. -         |
| 5       | Ungheria    | Ungheria 3×32 Papp, 3 Bach, 7 Theodoreán, 10 Medgyessy, All. -                |
| 6       | Lituania    | Lituania 3×33 Petrėnaitė, 6 Nacickaitė, 19 Sakevičiūtė, 22 Zabotkaitė, All. - |
| 7       | Ucraina     | Ucraina 3×37 Tsiubyk, 11 Rulyova, 13 Ol'chovyk, 19 Uro-Nilje, All. -          |
| 8       | Romania     | Romania 3×36 Fota, 10 Stanici, 21 Șipoș, 24 Stoenescu, All. -                 |
| 9       | Paesi Bassi | Paesi Bassi 3×39 Fokke, 10 van den Adel, 30 Driessen, 33 Boonstra, All. -     |
| 10      | Regno Unito | Gran Bretagna 3×34 Norton, 7 Green, 8 Fagbenle, 9 Joseph, All. -              |
| 11      | Belgio      | Belgio 3×33 De Meyer, 9 Vervaet, 10 Résimont, 25 Massey, All. -               |
| 12      | Israele     | Israele 3×32 Douglass, 5 Cohen, 13 Yakov, 24 Raber, All. -                    |